# Katharina den stora (film)
Katharina den stora (engelska: Catherine the Great) är en tysk-amerikansk-österrikisk TV-film från 1995 i regi av Marvin J. Chomsky och John Goldsmith. Filmen är baserad på Katarina II av Rysslands liv. I huvudrollerna ses Catherine Zeta-Jones, Jeanne Moreau och Omar Sharif. I Sverige visades filmen som en miniserie i fyra delar, med premiär 29 juli 1996.

## Handling
En ung tysk prinsessa från Anhalt-Zerbst gifter sig med den omogne storfurst Peter, blivande tsar av Ryssland. Hon utvecklas till en skicklig politiker och den mäktiga Katharina den stora. Vägen till tronen kantas dock av lömska planer, svek och intriger.

## Rollista i urval
- Catherine Zeta-Jones - Katharina
- Paul McGann - Potemkin
- Ian Richardson - Vorontzov
- Brian Blessed - Bestuzjev
- John Rhys-Davies - Pugatjov
- Craig McLachlan - Saltykov
- Hannes Jaenicke - Peter
- Agnès Soral - Grevinnan Bruce
- Mark McGann - Orlov
- Karl Johnson - Sheshkovsky
- Stephen McGann - Alexis Orlov
- Veronica Ferres - Vorontzova
- Mel Ferrer - Patriarch
- Jeanne Moreau - Kejsarinnan Elizabeth Petrovna
- Omar Sharif - Razumovsky
- Tim McInnerny - galen munk
- Horst Frank - Schwerin
- Vernon Dobtcheff - Naryshkin
- Christoph Waltz - Mirovich